# Synagoga Majlcha Sztorka w Łodzi
Synagoga Majlcha Sztorka w Łodzi – prywatny dom modlitwy znajdujący się w Łodzi przy ulicy Zawadzkiej 21.
Synagoga została zbudowana w 1912 roku z inicjatywy Majlcha Sztorka. Mogła ona pomieścić 30 osób. Podczas II wojny światowej hitlerowcy zdewastowali synagogę.